# Siamspinops aculeatus
Siamspinops aculeatus (voorheen geplaatst in het geslacht Selenops) là một loài nhện trong họ Selenopidae.
Loài này thuộc chi Siamspinops. Siamspinops aculeatus được Eugène Simon miêu tả năm 1901.